# コレーエツ (航洋砲艦・初代)
コレーエツまたはコレーツ（ロシア語: Кореец）はロシア帝国海軍の航洋砲艦。コレーエツ級砲艦の1番艦。同型艦は8隻。日露戦争の仁川沖海戦において、僚艦「ヴァリャーグ」と共に日本海軍の「浅間」、「千代田」などと戦闘し、最終的に仁川港内で爆破、自沈した。艦名の由来は「朝鮮人、朝鮮語」の意味を持つロシア語: Кореецから。

## 艦歴
1885年12月、スウェーデンのストックホルムの造船所で起工。1886年8月7日に竣工し、1888年に就役した。
ロシア太平洋艦隊に編入された「コレーエツ」は1895年に日本、韓国、中国北部の港によく寄航していた。義和団の乱においては八ヵ国連合軍に属し、1900年6月には大沽砲台を攻撃。攻撃の際に砲台から6発被弾、乗組員のうち9名が戦死、20名が負傷した。

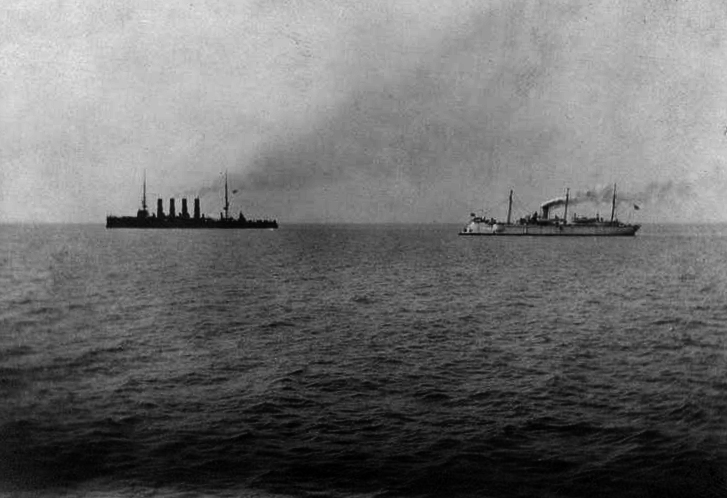
「コレーエツ」(右)と僚艦「ヴァリャーグ」(左)

1904年、ロシアと日本との緊張が拡大していたため、利権の保護を目的として旅順港から巡洋艦「ヴァリャーグ」と共に仁川港へ派遣されていた。2月7日、ロシア商船「スンガリ」によって日本艦隊接近の目撃情報が報告され、「コレーエツ」は旅順港に戻るよう命じられた。2月8日早朝、「コレーエツ」は出航準備中に仁川港の外で停泊していた日本の巡洋艦「千代田」を僚艦と誤認し、出航の合図として「千代田」に向かって砲撃を行った。これを攻撃と見た「千代田」は魚雷で応戦したが、双方に被害はなかった。これが日露戦争の口火を切ったとされているが、どちらが最初に発砲したのかは明確になっていない。この戦闘により「コレーエツ」は出港を中止した。

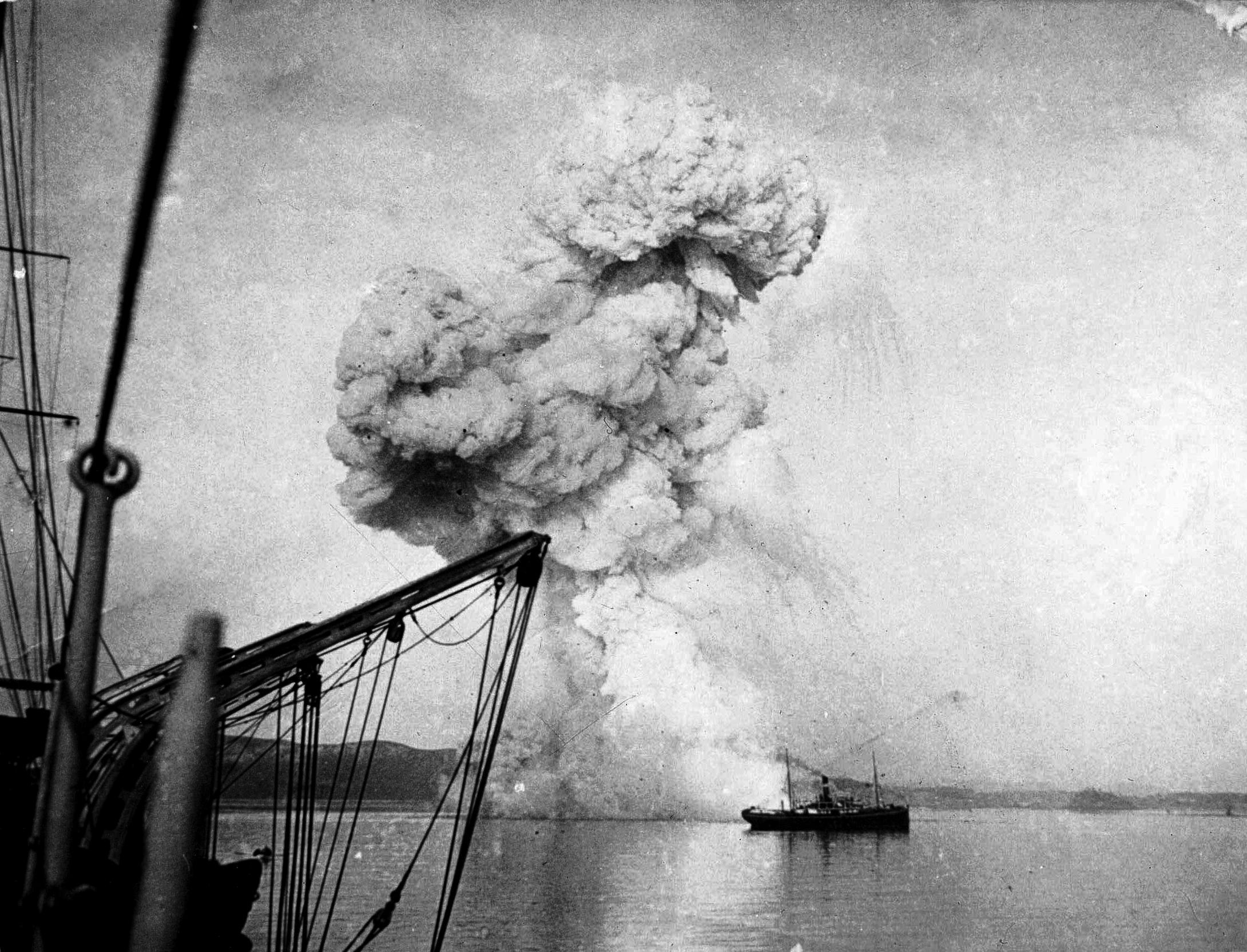
自沈のために爆破された「コレーエツ」

仁川沖海戦では、日本海軍瓜生外吉少将からヴァリャーグ艦長フセヴォロド・ルードネフ大佐に降伏を迫ったがこれを良しとせず、「ヴァリャーグ」と「コレーエツ」は包囲する日本艦隊の強行突破を敢行した。この際、「コレーエツ」は52発の砲撃を行ったが、いずれも日本艦隊には届かず、逆に日本艦隊からの砲撃で「ヴァリャーグ」は被害甚大、「コレーエツ」も被弾して多数の死傷者を出した。昼を過ぎても日本艦隊を突破することができず、2艦共に仁川港の中立国の軍艦近くへ避難するように後退した。午後4時ごろ、「コレーエツ」は乗組員により弾薬庫を爆破され自沈した。乗組員はフランス巡洋艦「パスカル」によってサイゴンや仏領インドシナへ移送された後、ロシアへ戻された。サンクトペテルブルクではすべての乗組員に対して軍事勲章として第4級聖ゲオルギイ勲章が授与された。
1905年、「コレーエツ」は日本軍によって浮揚・解体された。

## 2代目コレーエツ
二代目「コレーエツ」は、ギリャーク級砲艦として、サンクトペテルブルクで1906年に進水。第一次世界大戦に参加。ムーンサウンド海戦でドイツ軍に拿捕されることを拒み、1915年8月8日に乗組員によって爆破、自沈した。

## 主な人物

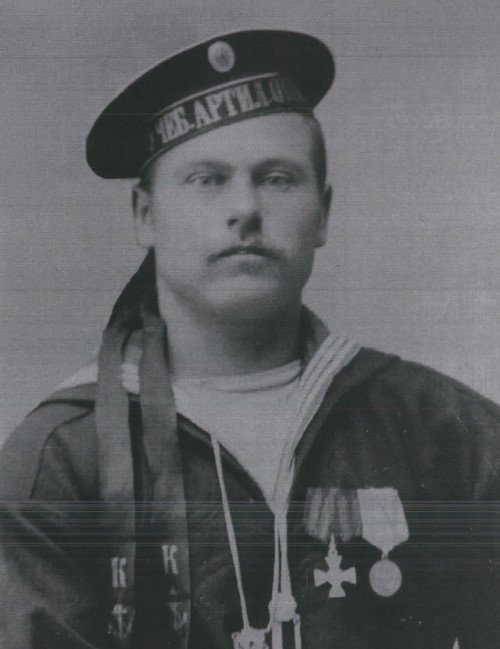
デニス・ズィリヤノフ二等機関士
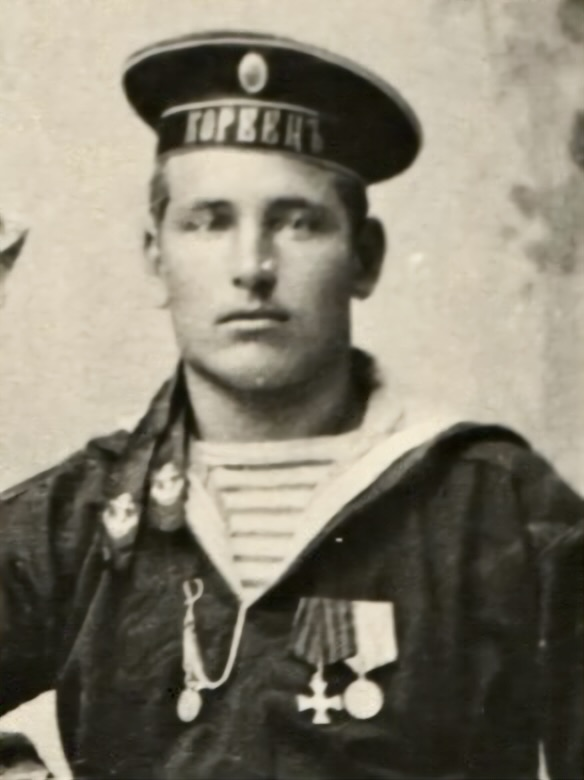
パーヴェル・グラズノフ二等書記官
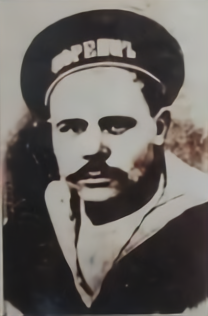
プロコピー・シンビルツェフ操舵手